# Jean-Luc Dogon
Jean-Luc Dogon (ur. 13 października 1967 w Valognes) – piłkarz francuski grający na pozycji napastnika. 1 raz wystąpił w reprezentacji Francji.

## Kariera klubowa
Karierę piłkarską Dogon rozpoczął w klubie Stade Lavallois. W 1984 roku awansował do kadry pierwszego zespołu Stade Lavallois, a 29 marca 1984 zadebiutował w Ligue 1 w wygranym 1:0 domowym meczu z Matrą Racingiem Paryż. W Stade Lavallois grał do 1988 roku. Wtedy też na jeden sezon odszedł do Matry Racingu.
Latem 1989 Dogon odszedł do Girondins Bordeaux. W 1990 roku wywalczył z Bordeaux wicemistrzostwo Francji, jednak rok później spadł z tym klubem do Ligue 2. W 1992 roku wygrał z Bordeaux rozgrywki drugiej ligi i powrócił do Ligue 1. W 1996 roku wystąpił w przegranym 0:2 finale Pucharu UEFA z Bayernem Monachium. W Girondins Bordeaux grał do końca sezonu 1995/1996.
Latem 1996 Dogon przeszedł z Girondins Bordeaux do RC Strasbourg, z którym w 1997 roku zdobył Puchar Ligi Francuskiej. W 1998 roku został zawodnikiem Stade Rennais, gdzie grał przez 2 lata. W sezonie 2000/2001 występował w drugoligowym US Créteil-Lusitanos, w którym zakończył karierę piłkarską.
| Sezon   | Klub                 | Kraj    | Rozgrywki | Mecze | Bramki |
| ------- | -------------------- | ------- | --------- | ----- | ------ |
| 1984/85 | Stade Lavallois      | Francja | Ligue 1   | 1     | 0      |
| 1985/86 | Stade Lavallois      | Francja | Ligue 1   | 12    | 0      |
| 1986/87 | Stade Lavallois      | Francja | Ligue 1   | 32    | 1      |
| 1987/88 | Stade Lavallois      | Francja | Ligue 1   | 36    | 3      |
| 1988/89 | Matra Racing         | Francja | Ligue 1   | 32    | 2      |
| 1989/90 | Girondins Bordeaux   | Francja | Ligue 1   | 32    | 1      |
| 1990/91 | Girondins Bordeaux   | Francja | Ligue 1   | 18    | 0      |
| 1991/92 | Girondins Bordeaux   | Francja | Ligue 2   | 33    | 5      |
| 1992/93 | Girondins Bordeaux   | Francja | Ligue 1   | 30    | 4      |
| 1993/94 | Girondins Bordeaux   | Francja | Ligue 1   | 32    | 2      |
| 1994/95 | Girondins Bordeaux   | Francja | Ligue 1   | 29    | 3      |
| 1995/96 | Girondins Bordeaux   | Francja | Ligue 1   | 35    | 3      |
| 1996/97 | RC Strasbourg        | Francja | Ligue 1   | 27    | 0      |
| 1997/98 | RC Strasbourg        | Francja | Ligue 1   | 13    | 0      |
| 1998/99 | Stade Rennais        | Francja | Ligue 1   | 21    | 1      |
| 1999/00 | Stade Rennais        | Francja | Ligue 1   | 10    | 0      |
| 2000/01 | US Créteil-Lusitanos | Francja | Ligue 2   | 28    | 2      |

## Kariera reprezentacyjna
Swój jedyny mecz w reprezentacji Francji Dogon rozegrał 28 lipca 1993 roku przeciwko Rosji. Było to towarzyskie spotkanie, które Francja wygrała 3:1.